# Spariolenus secundus
Espèce
Spariolenus secundus est une espèce d'araignées aranéomorphes de la famille des Sparassidae.

## Distribution
Cette espèce est endémique d'Oman. Elle se rencontre entre 606 et 1 152 m dans le djebel Shams dans les grottes Al Hoota et Fallah.

## Description
La carapace de la femelle holotype mesure 11,5 mm de long sur 9,7 mm et l'abdomen 12,1 mm de long sur 8,5 mm.

## Publication originale
- Jäger, 2006 : A new Spariolenus species from caves in Oman - The first representative of the Heteropodinae in the Arabian peninsula (Araneae: Sparassidae). Bulletin of the British Arachnological Society, vol. 13, no 8, p. 309-313.